# Who’s the Clown?
Who’s the Clown? — дебютный студийный альбом американской певицы и автора песен Одри Хоберт. Вышел 15 августа 2025 года на лейбле RCA Records.

## История
Окончив Нью-Йоркский университет в 2021 году, Хоберт продолжила работать помощником сценариста в Warner Bros., а позже стала штатным сценаристом ситкома Nickelodeon «Реально шумный дом». Она дружит с американской певицей и автором песен Грейси Абрамс с пятого класса. В 2024 году она попробовала себя в написании песен, став соавтором нескольких песен для второго студийного альбома Абрамс The Secret of Us, включая «That’s So True». Хоберт появлялась в качестве гостя во время тура Secret of Us, исполняя эту песню вместе с Абрамс. В 2025 году она написала песни «Start All Over» вместе с английской певицей и автором песен Алесси Роуз и «Concrete» вместе со своим братом Малкольмом Тоддом.

## Отзывы
| Оценки критиков | Оценки критиков |
| Источник        | Оценка          |
| --------------- | --------------- |
| Clash           | 8/10            |
| Rolling Stone   | 8/10            |

Альбом получил положительные отзывы музыкальной критики и интернет-изданий.
Эдуарда Гуларт из Clash заявила, что Хоберт отдаёт поп-музыку «в надёжные руки», особо отметив её комедийный стиль и способность «[заставлять] слушателя чувствовать себя близким другом» благодаря своему повествованию. Однако Гуларт также раскритиковала альбом за однообразие, заявив, что «[Хоберт] выигрывает от того, что делится своим творческим процессом с кем-то, а отсутствие чётких отсылок и перспективы можно было бы компенсировать, пригласив ещё одного продюсера/соавтора».
Джон Лонсдейл из Rolling Stone также похвалил Хоберт как «одного из замечательных новых голосов поп-музыки», добавив, что её предыдущий опыт сценариста сделал альбом «кинематографичным» с песнями, которые «заслуживают отдельного мини-сериала о взрослении». Лонсдейл также благосклонно сравнил такие треки, как «Chateau» и «Phoebe», с работами Аврил Лавин, The Chicks и Тейлор Свифт.

## Список композиций
Все треки спродюсированы Рики Гурме.
| №                   | Название                   | Автор(ы)              | Длительность |
| ------------------- | -------------------------- | --------------------- | ------------ |
| 1.                  | «I Like to Touch People»   | Audrey Hobert         | 2:04         |
| 2.                  | «Sue Me»                   | Hobert Matthew Fildey | 2:50         |
| 3.                  | «Drive»                    | Hobert Fildey         | 2:16         |
| 4.                  | «Wet Hair»                 | Hobert                | 3:07         |
| 5.                  | «Bowling Alley»            | Hobert                | 2:34         |
| 6.                  | «Thirst Trap»              | Hobert                | 3:05         |
| 7.                  | «Chateau»                  | Hobert                | 3:18         |
| 8.                  | «Sex and the City»         | Hobert                | 2:49         |
| 9.                  | «Shooting Star»            | Hobert Fildey         | 2:58         |
| 10.                 | «Don't Go Back to His Ass» | Hobert Fildey         | 2:57         |
| 11.                 | «Phoebe»                   | Hobert                | 3:53         |
| 12.                 | «Silver Jubilee»           | Hobert Fildey         | 2:58         |
| Общая длительность: | Общая длительность:        | Общая длительность:   | 34:54        |